# Signe Tørsleff
Signe Andrea Tørsleff, född 26 november 1879 i Slagelse, död 19 februari 1975 i Köpenhamn, var en dansk skolinspektör och politiker (Det Radikale Venstre). Hon var Danmarks första kvinnliga skolinspektör och var upphovskvinna till upprättandet av flera organisationers avdelningar i Haderslev. Hon var mor till den socialdemokratiska handelsministern Lis Groes och moster till seismologen och statskartografen Inge Lehmann.

## Uppväxt och karriär
Signe Tørsleff var dotter till bokhandlaren Hans Jacob Tørsleff och dennes hustru Maja Katinka Heloise Bachmann. Familjens inkomster var små och Signe Tørsleff blev den enda dottern i familjen som mottog högre utbildning: hon tog realexamen i Slagelse 1895 och arbetade en tid som privatlärarinna innan hon blev antagen till studier i matematik och fysik vid Danmarks Lærerhøjskole 1901. Efter avslutade studier blev hon anställd vid Elisabeth Andersens Skole i Helsingör. 1910 ingick hon ett kortvarigt äktenskap med adjunkt P. Madsen Lindegaard och samma år födde hon en dotter, Anne Elisabeth Tørsleff. På grund av skilsmässa överlämnade Signe Tørsleff dottern till ett barnhem, medan hon själv på kort tid genomförde lärarinneutbildningen vid N. Zahles Seminarium och avlade examen 1912. Hon arbetade därefter några år vid Sundholm Skole i Köpenhamn innan hon utsågs till skolinspektör vid N. Zahles Seminarium.
Efter fyra år som inspektör fick Tørsleff ett brev från undervisningsminister Jacob Appel vari hon uppmanades att flytta till den återvunna landsdelen Sønderjylland (Nordslesvig) för att medverka vid återuppbyggnaden av det danska skolväsendet där. Hon tackade ja till erbjudandet och utnämndes där till överlärare, landsdelens egen motsvarighet till det övriga Danmarks skolinspektörstitel, vid två skolor i Haderslev: Laurids Skaus Skole och Louiseskolen. Skolorna var vid denna tid i dåligt skick såväl vad gällde skolbyggnaderna som själva undervisningen. Då Tørsleff var landets första kvinnliga skolinspektör bemöttes hon med en skepsis. I samband med 1935 års skolreform i Haderslev förflyttades hon till en kommunal skola, Hertug Hans Skole, som hon ledde fram till sin pensionering 1949. Det var på hennes initiativ som man i Haderslev övervägde införandet av undervisning i sexualhygien 1944. Efter pensioneringen flyttade hon tillbaka till Köpenhamn.

## Politiskt arbete
Tørsleff var en framträdande person inom det kvinnopolitiska arbetet i Haderslev: Hon var med om att upprätta en lokal avdelning av paraplyorganisationen Dansk Kvindesamfund (DK) 1921 och var  avdelningens styrelseordförande till 1949. 1936-1946 var hon även ledamot i organisationens förbundsstyrelse, i vilken hennes dotter också var ledamot sedan 1943. Hon var även partipolitiskt engagerad i det socialliberala mittenpartiet Radikale Venstre och var från 1941 ledamot i den lokala partiföreningen i Haderslev. 1946-1949 representerade hon partiet i Haderslevs kommunfullmäktige.
Under den tyska ockupationen av Danmark 1940 – 1945 tog hon initiativ till upprättandet av en avdelning av Danske Kvinders Beredskab. Hon mottog den kungliga belöningsmedaljen i guld 1946.